# Рукопис
Руко́пис, або манускри́пт (лат. manuscriptum, від manus — рука і scribo — пишу) — писемний документ, написаний від руки, звідки й назва.

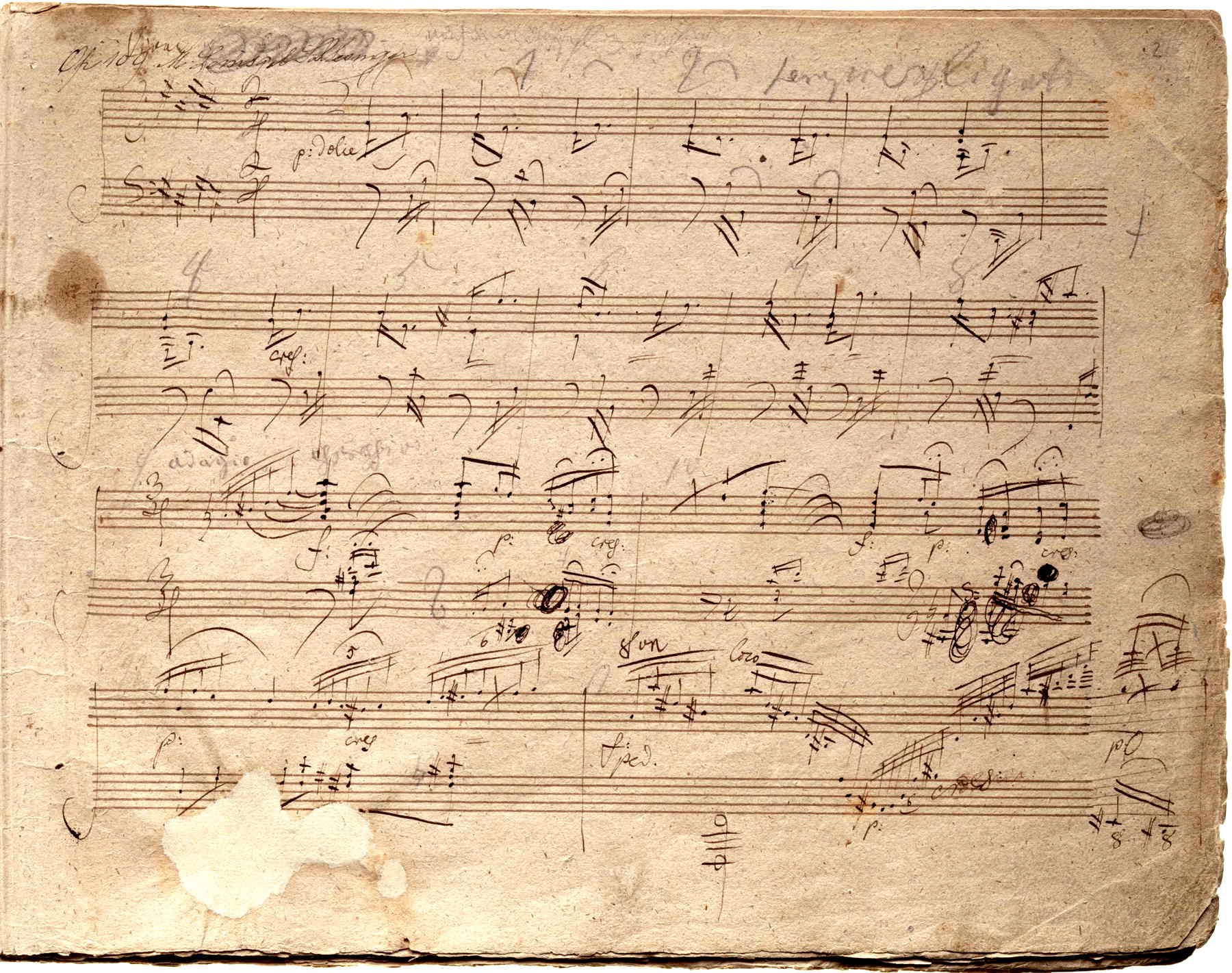
Сторінка рукопису Сонати № 30 для фортепіано Бетховена op. 109 (1820).

Термін застосовують до документів у двох випадках:
- Коли потрібно підкреслити факт написання документа від руки, на відміну від документів, відтворених засобом друку або в інший спосіб. Літературознавці, культурологи та історики рукописами або манускриптами називають документи, написані від руки (автографи). Рукописи у виді книг називають також кодексами.
- Коли потрібно підкреслити відсутність редакторських (таких, що не належать автору/авторам) ревізій документа. Термін рукопис може застосовуватись до документа незалежно від того, написаний він від руки, відтворений на друкарській машинці або має електронну форму. У цьому значенні рукопис — це саме авторський варіант тексту «як є». У видавничій справі та сучасній науці рукописом називають документ, підготований автором до публікації та поданий до редакції або друкарні, незалежно від того, написаний цей документ від руки, надрукований або поданий у вигляді електронного файлу.